# Hans Herse
Hans Herse (* 10. Dezember 1855 in Neuteich, Westpreußen; † 23. Januar 1939 in Braunschweig) war ein deutscher Maler und Lehrer.

## Leben
Herse studierte an Kunstschulen und Akademien in Berlin und München, bevor er 1879 in Braunschweig eine Tätigkeit im Atelier des Herzoglichen Hoftheaters und im Büro des Architekten Constantin Uhde aufnahm. Von 1880 bis 1924 wirkte er als Mal- und Zeichenlehrer an der Braunschweiger Handwerker- und Kunstgewerbeschule. Er unterrichtete daneben auch an der Städtischen Höheren Töchterschule Braunschweig sowie an der Schloßschule in Wolfenbüttel, deren Leiterin Anna Vorwerk zu seinem Freundeskreis zählte. Herse gehörte 1881 gemeinsam mit Johannes Leitzen und Constantin Uhde zu den Gründern der geselligen Künstlervereinigung Feuchter Pinsel, zu der ab 1883 auch Wilhelm Raabe gehörte.
Der Regent Prinz Albrecht, dessen Söhne Herse unterrichtete, verlieh ihm den Professorentitel.
Zu Herses Schülerinnen zählten Käthe Bewig, Hedwig Hornburg und Margarethe Raabe.

## Werk
Herse malte ausschließlich in Aquarelltechnik. Seine Motive bildeten Landschaften und exakte Stadtansichten von Braunschweig und Wolfenbüttel. Beispiele sind Darstellungen des Wolfenbütteler Schlosses sowie der Fachwerkhäuser am Braunschweiger Ruhfäutchenplatz. Ein Teil seiner Werke befindet sich im Städtischen Museum Braunschweig.